# Карбункул (геральдика)
Карбункул, ескарбункул (фр. escarboucle, rais d’escarboucle; англ. carbuncle), «Клевське колесо» (нім. Clevenrad), «колесо з лілій» (нім. Lilienrad, Lilienhaspel, також Lilienzepterstern), карфункель (нім. Wappenkarfunkel, Karfunkelrad, Karfunkelstern), карбункулове колесо - негеральдична гербова фігура з восьми жезлів (або спиць), що радіально розходяться від центру, причому чотири з жезлів становлять прямий хрест, а чотири інших - косий. Жезли увінчані геральдичними ліліями або іншими об'єктами, наприклад, «яблуками» (лат. globuli, фр. pommette чи фр. pommeté, окс. pometada, ісп. pometeados).

## Опис
Вісім жезлів вважаються стандартною кількістю, тоді як інше число вимагає окремої в описі герба згадки. Часто наскрізна серцевина фігури (маточина, нім. Nabe) прикрашена дорогоцінним каменем (Pierre précieuse) - карбункулом (рубін і гранат) або смарагдом. Звідси багато хто виводить назву цієї фігури..

## Використання
"Карбункул" - фігура, що характерна для геральдики, пов'язаної з Клевським герцогством, де після 1265 він - центральний елемент герба, можливо як промовистий символ, оскільки часто описується як "Gleverad ", а в рейнських землях "Gleve" - найменування лілії.
Появу клевенрадів пов'язують із перетворенням захисних умбонів та залізної арматури з вузьких смуг на поверхні щита на окремий гербовий символ. Прикладом може бути найвідоміший із «карбункулів» — клевський. На початку XIII століття стару емблему Клеве, лев, було замінено на нову — срібний щиток у червоному полі. За геральдистом Зейлером, незабаром на щит власника додається негеральдичний елемент - армуючі щит смуги сталі з декоративними краями, а до XIV століття такий умбон трансформується в гербову фігуру «колесо з лілій», стаючи головною і відмінною фігурою герба Клеве.
Примітно, що герб Наварри, маючи окрему, героїчну історію появи, кольорами та символом дуже схожий на традиційний «карбункул». Таким чином, початкові декоративні елементи оснащення щита, а саме голівки цвяхів на кріпленнях на краях і вісях щита, в гербі королей Наварри з часів Теобальда I Шампанского, що помер у 1253 році, до XV століття переосмислюются як ланки ланцюга, укладеного у вигляді узору. Ймовірно також, що спочатку герб був звичайним «карбункулом» з вісьма жезлами, але потім трансформувався у наваррські ланцюги, що покривали також облямівку і край щита.

## Галерея

Герб Клевських герцогів
Передбачуваний герб Готфріда Бульйонського як герцога Нижньої Лотарингії
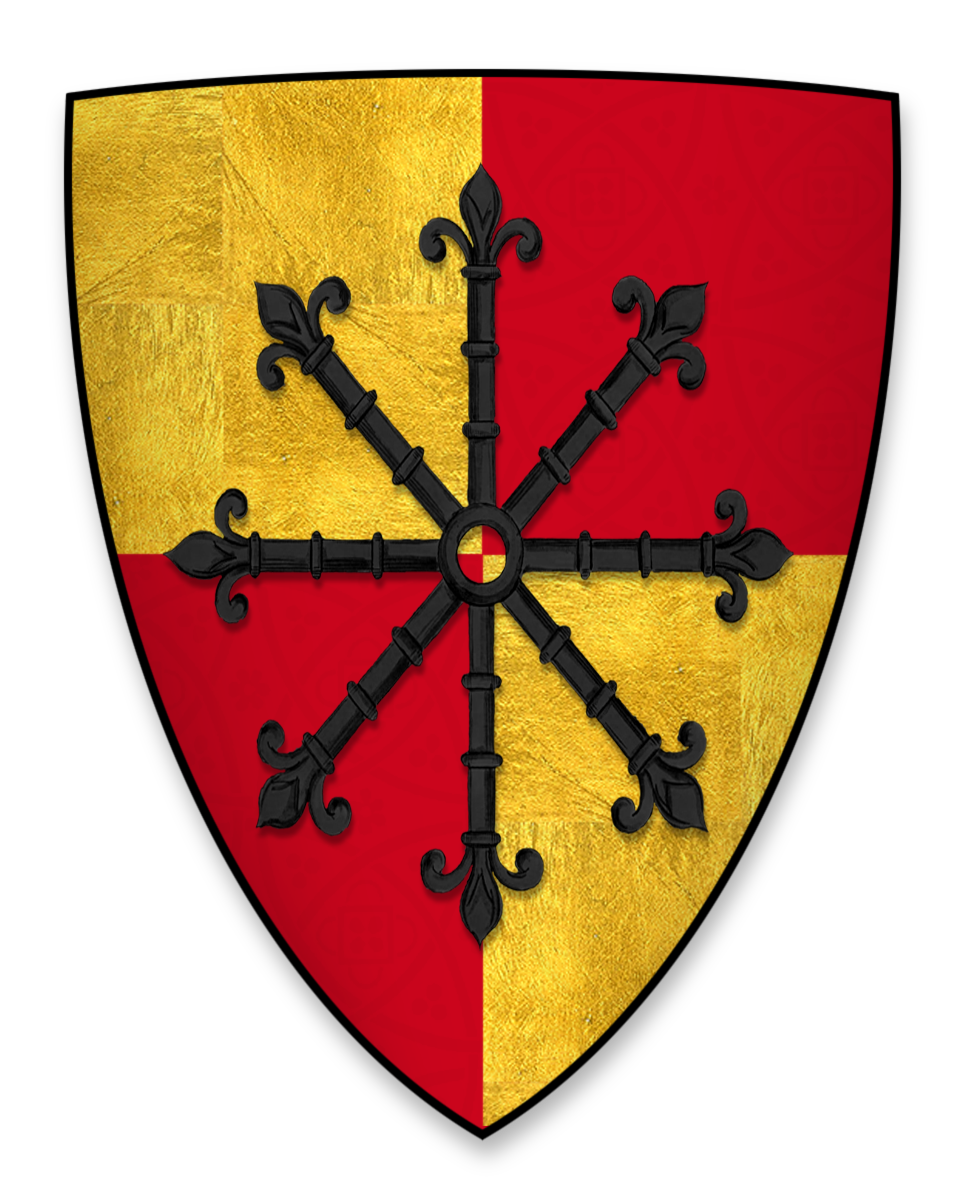
Нестандартний за кольором «карбункул» на гербі Джеффрі де Мандевіля
Герб французької комуни Крейвік
Герб міста Лувіль (Франція)
Карбункул з безліччю «яблук» (bourdonné) на гербі Арк'яна
Герб Абскона
Герб Блаунта з Манготсфілда, графство Глостершир
Герб Наварри